# Бургарт Олександра Олександрівна
Олекса́ндра Олекса́ндрівна Бургарт (до шлюбу Шевчук; нар. 1999, с. Миньківці, Житомирська область — пом. 19 березня 2022) — українська військова, лейтенант 19-ї окремої ракетної бригади «Свята Варвара» ЗС України, учасниця російсько-української війни, що трагічно загинула під час російського вторгнення в Україну в лютому-березні 2022 року.

## Життєпис
Олександра Шевчук народилася 1999 року в с. Миньківці на Житомирщиніині. Навчалася в Андрушівській гімназії Бердичівського району Житомирської області. У 2021 році Олександра закінчила військовий інститут телекомунікацій та інформатизації імені Героїв Крут. Служила у 19-тій окремій ракетній бригаді «Свята Варвара» Ракетних військ та артилерії Збройних сил України.
Загинула 19 березня 2022 року внаслідок обстрілу російських військ.

## Нагороди
- орден Богдана Хмельницького III ступеня (2022, посмертно) — за особисту мужність і самовіддані дії, виявлені у захисті державного суверенітету та територіальної цілісності України, вірність військовій присязі[5].